# كوارك فاتن
كوارك فاتن أو ساحر (بالإنجليزية: Charm quark أو Charmed quark)‏ ورمزه (c)، ثالث أثقل الكواركات وزنا، وهو جسيم أولي وأحد المكونات الرئيسية للمادة. وقد وجد الكوارك الفاتن في الهادرونات والتي هي جسيمات دون ذرية متكونة من الكوارك، ومن الهادرونات التي تحتوي على كوارك فاتن: ميزون (
J/ψ
) وميزون (
D
)، و(
Σ
c)، وجسيمات فاتنة أخرى.
الكوارك الفاتن جزء من الجيل الثاني للمادة مع كوارك غريب، ولديه شحنة كهربائية تعادل+ 2⁄3 e وكتلة ظاهرة 1.27+0.07
−0.11 GeV/c2. كما هو الحال في جميع الكواركات فإن الكوارك الفاتن يعتبر فرميون أولي له لف مغزلي -1⁄2 وتفاعله مع جميع قوى الترابط الأربع: كهرومغناطيسية، جاذبية, و تآثر قوي , و تآثر ضعيف. ويسمى ضديده باسم مضاد الكوارك الفاتن أو كوارك فاتن مضاد أو نقيض الفاتن، فهو يعادله بالحجم ومعاكس له بالرمز.
خمن بعض العلماء مثل جيمس بيوركن وشيلدون جلاشو بوجود هذا الكوارك سنة 1964. لكن الذي تنبأ بها كان وجون ليوبولوس ولوسيانو مياني إضافة إلى شيلدون جلاشو سنة (1970). أول جسيم فاتن (وهو الجسيم الذي يحتوي على كوارك فاتن) تم أكتشافه هو ميزون J/ψ بواسطة فريق عمل في مختبر مركز المعجل الخطي ستانفورد SLAC تحت إشراف  بورتون ريختر وفريق آخر في مختبر (BNL) بقيادة صمويل تينج اكتشاف ميزون 
J/ψ
 -ومن ثم الكوارك الفاتن- قد بشر بسلسلة من الاكتشافات والتي تعرف مايسمى بثورة نوفمبر.

## الهادرونات التي تحتوي على كوارك فاتن
من الهادرونات التي تحتوي على على كوارك فاتن:
- ميزون دي ويحتوي على كوارك فاتن (أو ضديده) وعلوي أو كوارك سفلي.
- ميزون 
D
s يحتوي على كوارك فاتن وكوارك غريب.
- يوجد العديد من حالات الفتنة، مثل  ميزون J/Psi والتي تحتوي على كوارك فاتن ونقيضها .
- تم رصد باريون فاتن، وتسميته بالتناظر مع الباريونات الغريبة (أي 
Λ+
c)